# Моена
Моена (італ. Moena) — муніципалітет в Італії, у регіоні Трентіно-Альто-Адідже,  провінція Тренто.
Моена розташована на відстані близько 510 км на північ від Рима, 55 км на північний схід від Тренто.
Населення — 2681 особа (2014).

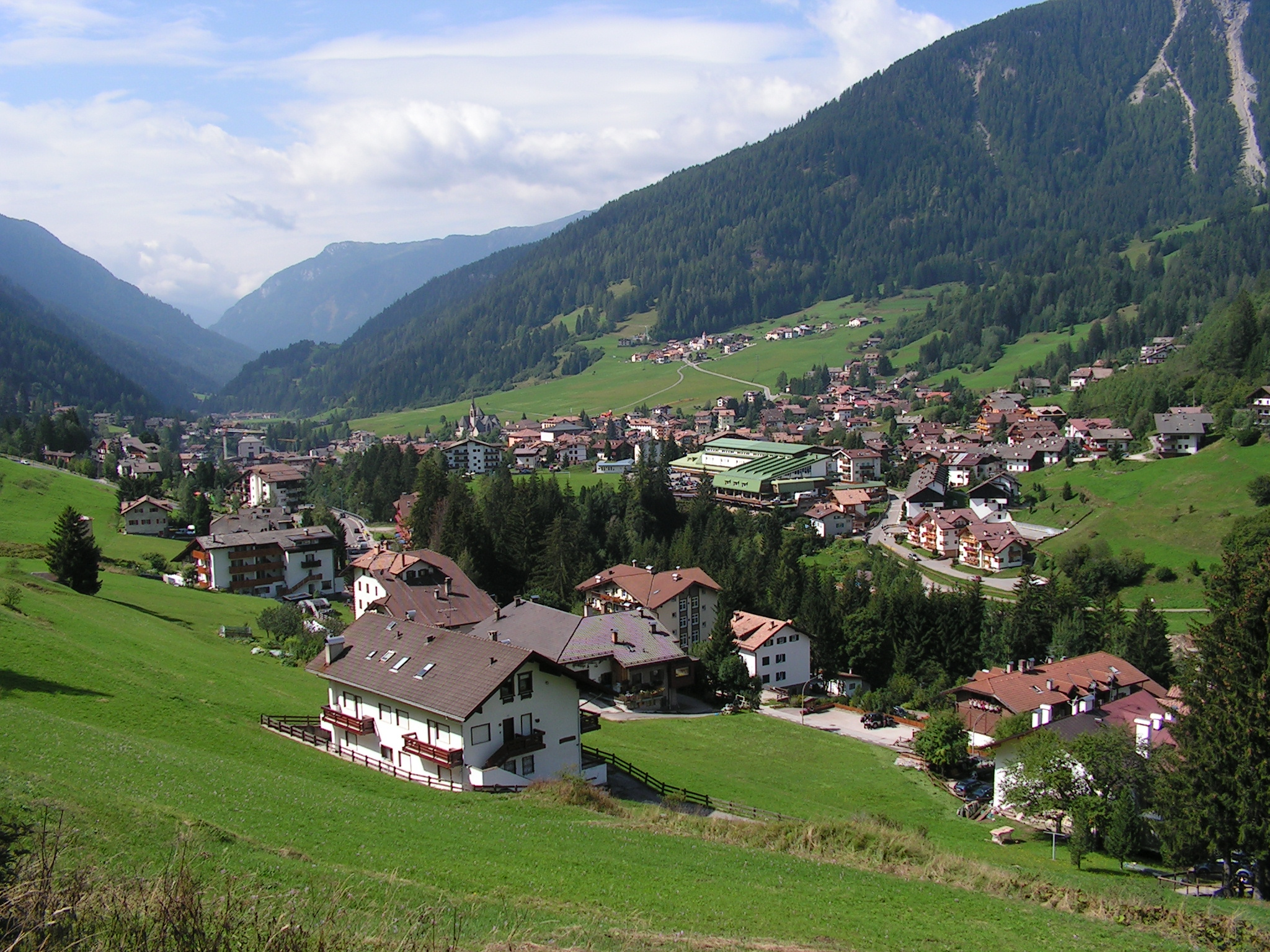

Щорічний фестиваль відбувається 26 червня. Покровитель — San Vigilio.

## Демографія
Населення за роками:

Станом на 1 січня 2023 року в муніципалітеті офіційно проживали 153 іноземці з 24 країн, серед них 85 громадян країн Євросоюзу та 10 громадян України.

## Сусідні муніципалітети
- Фалькаде
- Нова-Леванте
- Поцца-ді-Фасса
- Предаццо
- Сорага
- Примієро-Сан-Мартіно-ді-Кастроцца
- Віго-ді-Фасса